# Неймовірне (мінісеріал)
«Неймовірне» (англ. Unbelievable) — американський драматичний кримінальний мінісеріал 2019 року, з Тоні Коллетт, Меррітт Вівер та Кейтлін Девер у головних ролях. Мінісеріал створений на основі реальної історії про серію зґвалтувань у штатах Вашингтон та Колорадо в 2008-2011 роках.
Прем'єра телесеріалу відбулася 13 вересня 2019 року на каналі «Netflix».

## Синопсис
У мінісеріалі йдеться про Марі Адлер, 18-річну школярку з Сієтлу, яка звернулася до поліції після зґвалтування, але їй ніхто не повірив, і не тільки поліція, але й батьки. Через це Марі заявила, що хотіла лише привернути увагу до себе. Згодом дві детективки: Ґрейс Расмуссен (Тоні Коллетт) та  Карен Дюваль (Меррітт Вівер), розслідують серію злочинів, які нагадали їм випадок з Марі Адлер. 
Телесеріал заснований на реальних подіях, описаних у книжках «Неймовірна історія зґвалтування» та «Анатомія сумніву». Історія про серію зґвалтувань у Вашингтоні та Колорадо була спочатку описана у статті «Неймовірна історія зґвалтування» журналістів Т. Крістіана Міллера та Кена Армстронґа, що була опублікована «ProPublica». Згодом на основі статті була опублікована книга, яка отримала Пулітцерівську премію. Книга «Анатомія сумніву» була створена на основі журналістського розслідування щотижневої радіопрограми «This American Life».

## У ролях

### Головні
- Тоні Коллетт — Ґрейс Расмуссен, детектив поліції м. Вестмінстер, штат Колорадо.[7]
- Меррітт Вівер[en] — Карен Дюваль, детектив поліції м. Ґолден, штат Колорадо.
- Кейтлін Девер — Марі Адлер, жертва зґвалтування.

### Повторювані
- Діккі Дейл — Роуз-Марі
- Кай Леннокс — Стів Расмуссен, чоловіка Ґрейс, слідчий офісу Генерального прокурора
- Брент Секстон[en] — Ель
- Елізабет Марвел[en] — Джудіт
- Скотт Ловренс[en] — Біллі Таґґарт, спеціальний агент ФБР
- Енналі Ешфорд — Лілі
- Остін Гебер — Макс Дюваль, чоловік Карен, поліціянт
- Даніель Макдональд[en] — Ембер
- Ванесса Белл Келловей[en] — Сара
- Ерік Ланж[en] — Паркер, детектив
- Ліза Лапіра[en] — Мія
- Бріджет Еверетт[en] — Коллін, прийомна мати Марі
- Блейк Елліс — Крістофер Маккарті
- Джон Гартманн — Дональд Г'юз
- Омар Маскаті — Еліас, поліціянт-стажер
- Коннор Тіллман — Нік Селіґ, офіцер поліції
- Максиміно Арсіньєґа — Джейсон Альварес
- Шейн Пол Макґі — Коннор
- Гендрікс Янсі — Дейзі

## Епізоди
| № серії | Назва серії | Режисер(и)     | Сценарист(и)                                | Оригінальна дата виходу |
| ------- | ----------- | -------------- | ------------------------------------------- | ----------------------- |
| 1       | «Episode 1» | Ліза Холоденко | Сюзанн Ґрант, Ейлет Волдман та Майкл Шейбон | 13 вересня 2019         |
| 2       | «Episode 2» | Ліза Холоденко | Сюзанн Ґрант                                | 13 вересня 2019         |
| 3       | «Episode 3» | Ліза Холоденко | Сюзанн Ґрант                                | 13 вересня 2019         |
| 4       | «Episode 4» | Майкл Діннер   | Майкл Шейбон та Ейлет Волдман               | 13 вересня 2019         |
| 5       | «Episode 5» | Майкл Діннер   | Дженніфер Шуур                              | 13 вересня 2019         |
| 6       | «Episode 6» | Майкл Діннер   | Беккі Мод                                   | 13 вересня 2019         |
| 7       | «Episode 7» | Сюзанн Ґрант   | Сюзанн Ґрант та Беккі Мод                   | 13 вересня 2019         |
| 8       | «Episode 8» | Сюзанн Ґрант   | Сюзанн Ґрант                                | 13 вересня 2019         |